# Trilogia Millennium
La Trilogia Millennium és una sèrie de novel·les escrites originàriament per Stieg Larsson i publicades després de la seva mort; són protagonitzades per Mikael Blomkvist i Lisbeth Salander. La saga ha estat continuada per David Lagercrantz, qui l'ha estat ampliant fins al 2019, que ha tret l'últim llibre de la saga. Actualment, Millennium té sis novel·les escrites i cinc pel·lícules (les tres primeres, que conformen la trilogia original, doblades al català).

## Novel·les
Trilogia original de Stieg Larsson
- Män som hatar kvinnor (2005). Publicada en català amb el títol: Els homes que no estimaven les dones. Barcelona: Columna, 2008. ISBN 978-84-664-0924-7.
- Flickan som lekte med elden (2006). Publicada en català amb el títol: La noia que somiava un llumí i un bidó de gasolina. Barcelona: Columna, 2008. ISBN 978-84-664-1004-5.
- Luftslottet som sprängdes (2007). Publicada en català amb el títol: La reina al palau dels corrents d'aire. Barcelona: Columna, 2009. ISBN 978-84-664-1074-8

Continuació de David Lagercrantz
- Det som inte dödar oss (2015). Publicada en català amb el títol: El que no et mata et fa més fort. Barcelona: Columna, 2015. ISBN 978-84-664-1986-4
- Mannem som sökte sin skugga (2017). Publicada en català amb el títol: L'home que perseguia la seva ombra. Barcelona: Columna, 2017. ISBN 978-84-664-2286-4
- Hon som måste dö (2019). Publicada en català amb el títol: La noia que va viure dues vegades. Barcelona: Columna, 2019. ISBN 978-84-664-2556-8

## Personatges
- Carl Mikael Blomkvist, redactor en cap i un dels tres socis de la revista mensual Millennium. Com l'autor de la trilogia, és un periodista econòmic que pensa que la seva feina no és fer la pilota als homes rics sinó destapar corrupcions i activitats poc ètiques o poc interessants pels ciutadans del seu país, Suècia. Això l'ha portat a tenir enemics dintre dels periodistes i al món empresarial. Per fer-ne burla els seus detractors l'anomenen "Kalle Blomkvist", un nen detectiu que apareix en diverses novel·les infantils d'Astrid Lindgren.[1] Té una filla de setze anys, Pernilla, fruit d'un breu matrimoni amb la Mònica, a la qual veu poc. És amant ocasional d'Erika Berger, directora de Millenium, d'ençà que anaven a la universitat. Blomkvist és acusat de difamació i va a la presó.
- Lisbeth Salander, una jove pertorbadora, amb pírcings i tatuatges i socialment inadaptada. Fruit d'una família disfuncional, ha estat víctima de violència i internada en hospitals psiquiàtrics. L'Estat li ha assignat un tutor perquè considera que no és capaç de valer-se per si mateixa i els informes insinuen que pot ser retardada. És una immillorable hacker i té la capacitat de memoritzar textos llargs amb una sola ullada, cosa que en Mikael descriu com a memòria fotogràfica. No té cap mena d'autoestima ni confiança en si mateixa ni en ningú. Treballa per a Milton Security com a independent, i més tard passa a ajudar en Mikael.

## Adaptacions cinematogràfiques
- Els homes que no estimaven les dones (2009), dirigida per Niels Arden Oplev i protagonitzada per Michael Nyqvist, Noomi Rapace i Lena Endre.
- La noia que somiava un llumí i un bidó de gasolina (2009), dirigida per Daniel Alfredson i protagonitzada per Michael Nyqvist, Noomi Rapace i Lena Endre.
- La reina al palau dels corrents d'aire (2009), dirigida per Daniel Alfredson i protagonitzada per Michael Nyqvist, Noomi Rapace i Lena Endre.
- Millennium: Els homes que no estimaven les dones, versió estatunidenca d'Els homes que no estimaven les dones (2011), dirigida per David Fincher i interpretada per Daniel Craig i Rooney Mara
- The girl in the spider's web (2018), amb nous actors.

## Rebuda
El seu èxit va provocar l'aparició de nous autors del gènere negre nòrdic en el mercat literari català.